# Die Dubarry (film 1975)
Die Dubarry è un film del 1975 diretto dal regista Werner Jacobs